# Kid Nichols
Charles Augustus Nichols, detto Kid (Madison, 14 settembre 1869 – Kansas City, 11 aprile 1953), è stato un giocatore di baseball statunitense che ha giocato nel ruolo di lanciatore nella Major League Baseball (MLB). È stato introdotto nella National Baseball Hall of Fame nel 1949.

## Carriera
Nichols firmò con i Boston Beaneaters nel settembre 1889 e debuttò nella MLB con la squadra nel 1890, in cui ebbe un record di 27–19, 2,23 di media PGL (ERA) e 222 strikeout, iniziando una striscia di dieci stagioni consecutive con 20 o più vittorie. Nichols deteneva anche un record MLB con 7 stagioni da 30 vittorie (1891–1894, 1896–1898), con un massimo di 35 nel 1892. I Beaneaters vinsero diversi pennant della National League durante le annate di Nichols, finendo primi cinque volte tra il 1891 e il 1898. La squadra ebbe 102 vittorie nel 1892 e nel 1898, che rimasero un record di franchigia fino al 1998. Baseball-Reference.com calcola che Nichols guidò la squadra in Wins Above Replacement nel 1890 e dal 1892 al 1898.
Nichols ebbe la sua prima stagione negativa nel 1900, quando concluse con un bilancio di 13–16. L'anno seguente migliorò sul 19–16. Dopo la stagione 1901, Nichols acquistò una quota di una squadra di minor league a Kansas City. Lasciò i Beaneaters per allenare e lanciare per la squadra, dove vinse un totale di 48 partite nel 1902 e 1903.  Dopo due anni di assenza dalla MLB, Nichols tornò a vincere 20 gare per la 11ª e ultima volta per una nuova squadra, i St. Louis Cardinals. I Philadelphia Phillies lo acquisirono nel 1905 e con essi concluse la sua carriera nel 1906.
Nichols si ritirò con 362 vittorie, 208 sconfitte, 1 881 strikeout e 2,96 di ERA. All'epoca solo Cy Young e Pud Galvin avevano vinto più partite e al 2019 si trova ancora al settimo posto di tutti i tempi. È stato il più giovane giocatore della storia a vincere 300 partite, riuscendovi all'età di trent'anni.

## Palmarès
- Leader della National League in vittorie: 3

1896–1898
- Club delle 300 vittorie